# Volksbank im Bergischen Land
Die Volksbank im Bergischen Land eG ist eine deutsche Genossenschaftsbank im Bergischen Land (Nordrhein-Westfalen) mit Sitz in Remscheid.  Die Bank entstand 2017 aus der Fusion der Volksbank Remscheid-Solingen und der Credit- und Volksbank.

## Organisationsstruktur
Die Volksbank im Bergischen Land eG ist eine eingetragene Genossenschaft. Rechtsgrundlagen sind das Genossenschaftsgesetz und die von der Vertreterversammlung der Volksbank im Bergischen Land eG erlassene Satzung. Organe der Bank sind der Vorstand, der Aufsichtsrat und die Vertreterversammlung.

## Geschichte
Die Volksbank im Bergischen Land eG entstand 2017 aus der Fusion der Volksbank Remscheid-Solingen eG und der Credit- und Volksbank in Wuppertal. Beide Vorgänger-Institute bringen eine eigene, lange Geschichte mit.

### Volksbank Remscheid-Solingen eG
1987 fusionierten die Volksbanken Remscheid und Solingen zur Volksbank Remscheid-Solingen. Ihre Geschichte begann mit der Gründung der Volksbank Solingen am 4. Februar 1918. Zwei Drittel der Gründer gehörten dem Handwerk und verwandten Berufen an. Den ersten Vorstand bildeten Otto Ruppert, Friedrich Langenberg und Adalbert Weck.
Die Volksbank Remscheid hat ihre Wurzeln in der 1927 gegründeten Bank für Handel und Gewerbe und der im selben Jahr entstandenen Schutzsparkasse Remscheid, die sich 1944 zur Volksbank Remscheid zusammenschlossen. Zu diesem Zeitpunkt gab es Filialen in Remscheid-Mitte, Remscheid-Lüttringhausen, Wuppertal-Ronsdorf, Radevormwald, Hückeswagen und Wermelskirchen sowie die Hauptverwaltung in Remscheid-Lennep.
Im Laufe der Jahre wuchsen die Geschäftsgebiete durch weitere Zusammenschlüsse und Filialeröffnungen.

#### Volksbank Solingen
- 1954 Eröffnung der Zweigstellen Wald und Ohligs
- 1964 Eröffnung der Filiale Hilden
- 1970 Eröffnung der Filiale Haan
- 1978 Eröffnung der Filiale Aufderhöhe

#### Volksbank Remscheid
- 1958 Eröffnung der Filiale Hasten
- 1969 Übernahme der Volksbank Burscheid mit zwei Filialen
- 1973 Eröffnung der Filiale Handweiser

1979 zog die Hauptverwaltung der Bank an den Tenter Weg um. In der Kölner Straße in Lennep besteht seitdem eine Filiale.

### Credit- und Volksbank eG
Die Credit- und Volksbank entstand 1966 durch Fusion der Volksbank Wuppertal eG und der Barmer Creditbank, dabei übernahmen sie zugleich die Volksbank Niederberg eGmbH mit Sitz in Mettmann.
Die Wurzeln der Volksbank Wuppertal liegen im „Spar- und Darlehensverein zum heiligen Joseph“, der am 2. Dezember 1869 von 43 Bürgern der Stadt gegründet wurde. Dieses Datum gilt in der Bankgeschichte als Gründungsdatum der Credit- und Volksbank eG, die damit eine der ersten Genossenschaftsbanken Deutschlands war. Nach mehrfachen Namensänderungen wurde das Institut am 6. Oktober 1941 als Volksbank Wuppertal e.G.m.b.H. in das Genossenschaftsregister eingetragen.

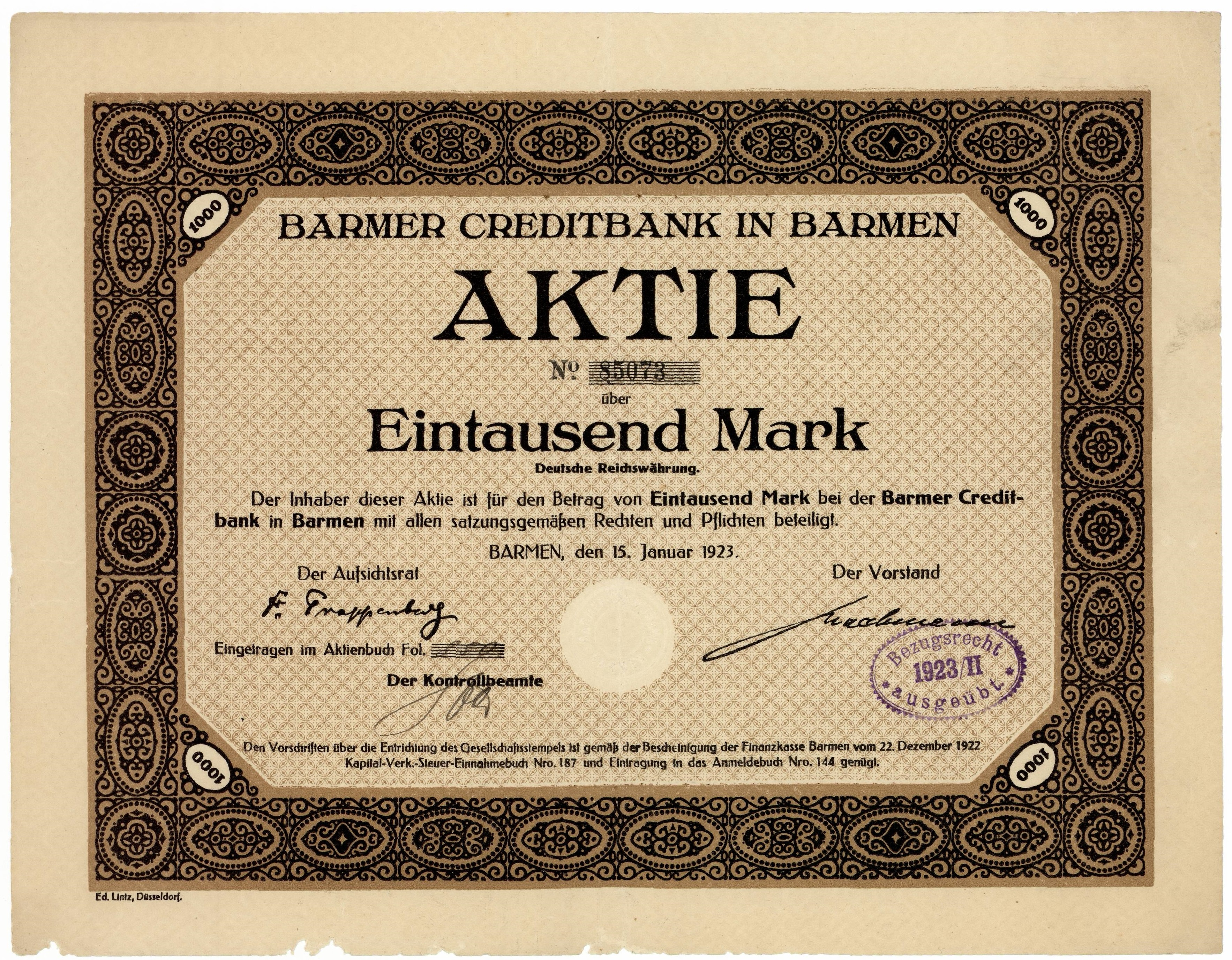
Aktie über 1000 Mark der Barmer Creditbank vom 15. Januar 1923

Die Barmer Creditbank wurde am 18. Dezember 1900 als AG eingetragen; ihre Rechtsvorgänger waren der Barmer Handwerker-Darlehn-Verein und die Barmer Volksbank eG. 1932 kehrte sie als Barmer Credit e.G.m.b.H. zu ihrer ursprünglichen Rechtsform als eingetragene Genossenschaft zurück.
Im Laufe der Jahre wuchsen die Geschäftsgebiete durch weitere Zusammenschlüsse und Filialeröffnungen.

#### Volksbank Wuppertal
- 1960 Eröffnung der Filiale Cronenberg
- 1960 Eröffnung der Filiale Ronsdorf
- 1963 Eröffnung der Filiale Langerfeld
- 1965 Eröffnung einer Filiale in Oberbarmen

#### Barmer Creditbank
- 1953 Bau des Geschäftsgebäudes an der Bernhard-Letterhaus-Straße, bis 2017 Hauptverwaltungssitz der Credit- und Volksbank.
- 1960er Eröffnung von Filialen in Elberfeld und Oberbarmen.

Nach der Fusion 1966 wurden die Filialen in einigen Stadtteilen zusammengelegt. Als die Credit- und Volksbank 1969 ihr 100-jähriges Bestehen feierte, gehörten zu ihrem Geschäftsgebiet neben den Wuppertaler Filialen Niederlassungen in Mettmann, Neviges, Velbert, Wülfrath und Schwelm.

## Geschäftsgebiet
Zum Geschäftsgebiet gehören 20 Filialen in den Großstädten Remscheid, Wuppertal und Solingen sowie in Burscheid, Haan, Hilden, Mettmann, Schwelm, Velbert und Wermelskirchen.

## Ausbildung
Angeboten wird die Ausbildung zum Bankkaufmann/zur Bankkauffrau. Nach einem Jahr Ausbildung ist zudem ein Duales Studium zum Bachelor of Arts an der Hochschule für Ökonomie & Management in Düsseldorf möglich. Ende 2020 beschäftigte die Volksbank im Bergischen Land eG 30 Azubis.

## Trivia
Walter Scheel, von 1974 bis 1979 Bundespräsident, absolvierte in den 1930er Jahren eine Lehre zum Bankkaufmann bei der damaligen Volksbank Solingen.